# Alun de pământ
Alunul de pământ (Arachis hypogaea - L.) este o plantă din familia leguminoaselor.
Semințele sunt comestibile și se numesc alune americane, arahide sau alune de pământ.
Această plantă erbacee anuală, originară din America de Sud, nu trece de 35 cm înălțime. Florile au culoarea galbenă. Fructele, deși se formează în partea aeriană a plantei, se coc în pământ.
Arahidele conțin apă, materii azotate, materii grase, materii amilacee, celuloză, cenuși. Printre materiile azotate, întâlnim arahină și conarahină. Totodată, conține aminoacizi (arginină, cistină, histidină, lizină, betaină, colină) și diverse substanțe minerale, cum sunt diastazele (amilază).
Printre proprietățile arahidelor numărăm: foarte nutritivă, energetică, astringent intestinal.
Uleiul de arahide obținut prin prima presare la rece are proprietăți anticolesterolice.

## Istoric
Arahidele cultivate (A. hypogaea) au apărut dintr-un hibrid între două specii sălbatice de arahide, considerate a fi A. duranensis și A. ipaensis. Hibridul inițial ar fi fost steril, dar dublarea cromozomului spontan i-a restabilit fertilitatea, formând ceea ce se numește amfidiploid sau allotetraploid. Analiza genetică sugerează că evenimentul de hibridizare a apărut probabil o singură dată și a dat naștere la A. monticola, o formă sălbatică de arahide care are loc în câteva locații restricționate din nord-vestul Argentinei și prin selecție artificială la A. hypogaea. Procesul de domesticire prin selecție artificială a făcut A. hypogaea dramatic diferită de rudele sale sălbatice. Plantele domesticite sunt mai stufoase și mai compacte, și au o structură diferită a păstăilor și semințe mai mari. Domesticirea inițială s-ar putea să fi avut loc în nord-vestul Argentinei sau în sud-estul Boliviei, unde arahidele cu cele mai sălbatice caracteristici sunt cultivate astăzi. Din acest centru primar de origine, cultivarea s-a răspândit și a format centrele secundare și terțiare ale diversității în Peru, Ecuador, Brazilia, Paraguay și Uruguay.

## În România
Stațiunea de Cercetare – Dezvoltare pentru Cultura Plantelor pe Nisipuri Dăbuleni, care funcționează în subordinea Academiei de Științe Agricole și Silvice „Gheorghe Ionescu-Șișești” din București, pe scurt SCDCPN Dăbuleni, cu sediul în Dăbuleni, județul Dolj, a întreprins studii, în urma cărora specialiștii au constatat că nisipurile de la Dăbuleni sunt prielnice culturilor de alune de pământ. Cercetătorii au experimentat încrucișări genetice în scopul de a obține producții cât mai mari. Rezultatul muncii de cercetare a devenit marcă înregistrată. Pe terenurile stațiunii s-au obținut recolte de 3.000 de kg pe hectar, iar avantajele constau în faptul că plantele au un consum mai redus de apă și îngrășăminte. Calitatea de leguminoase le conferă posibilitatea de a-și procura azotul în cea mai mare parte pe cale simbiotică.

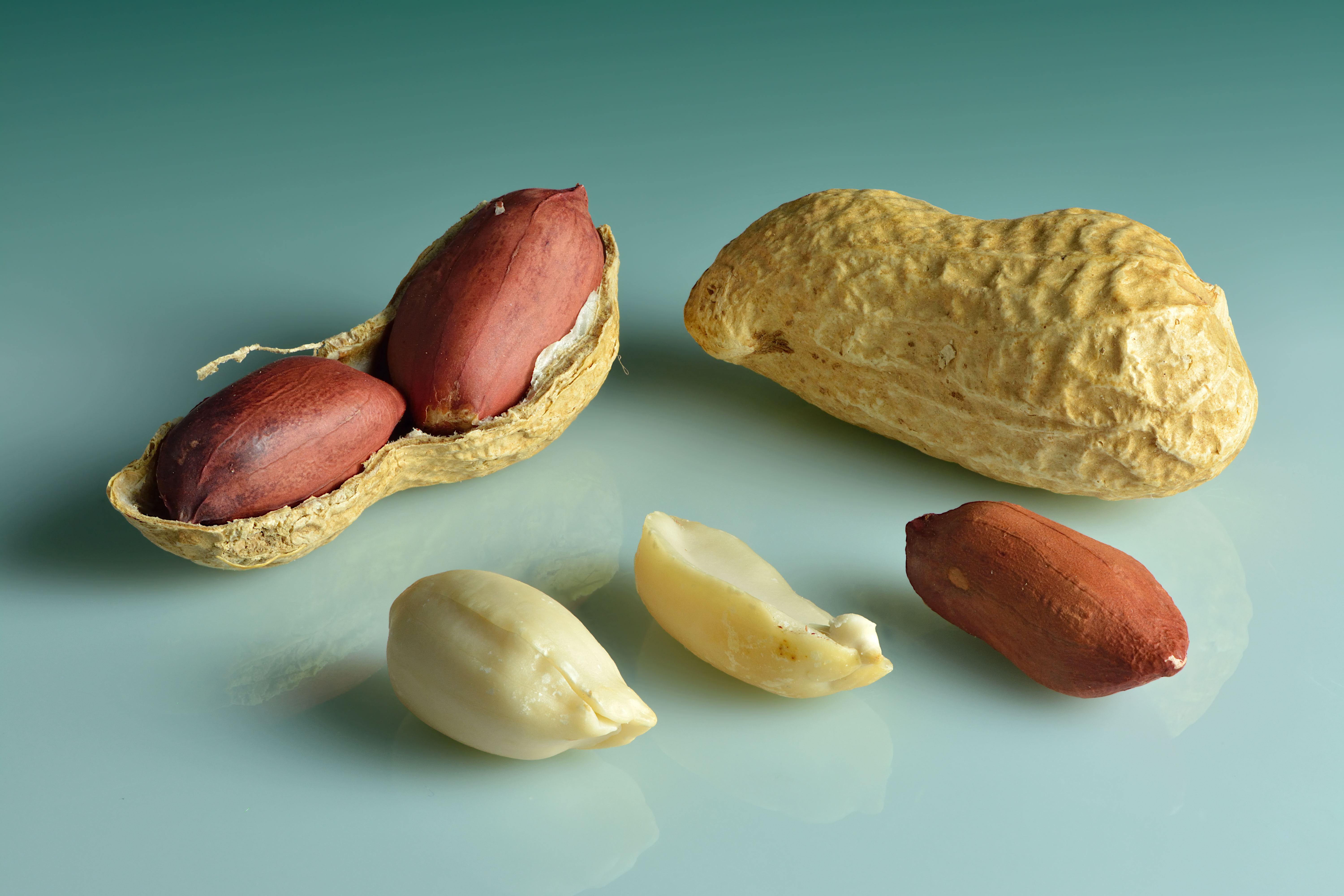
Arahide

## Galerie

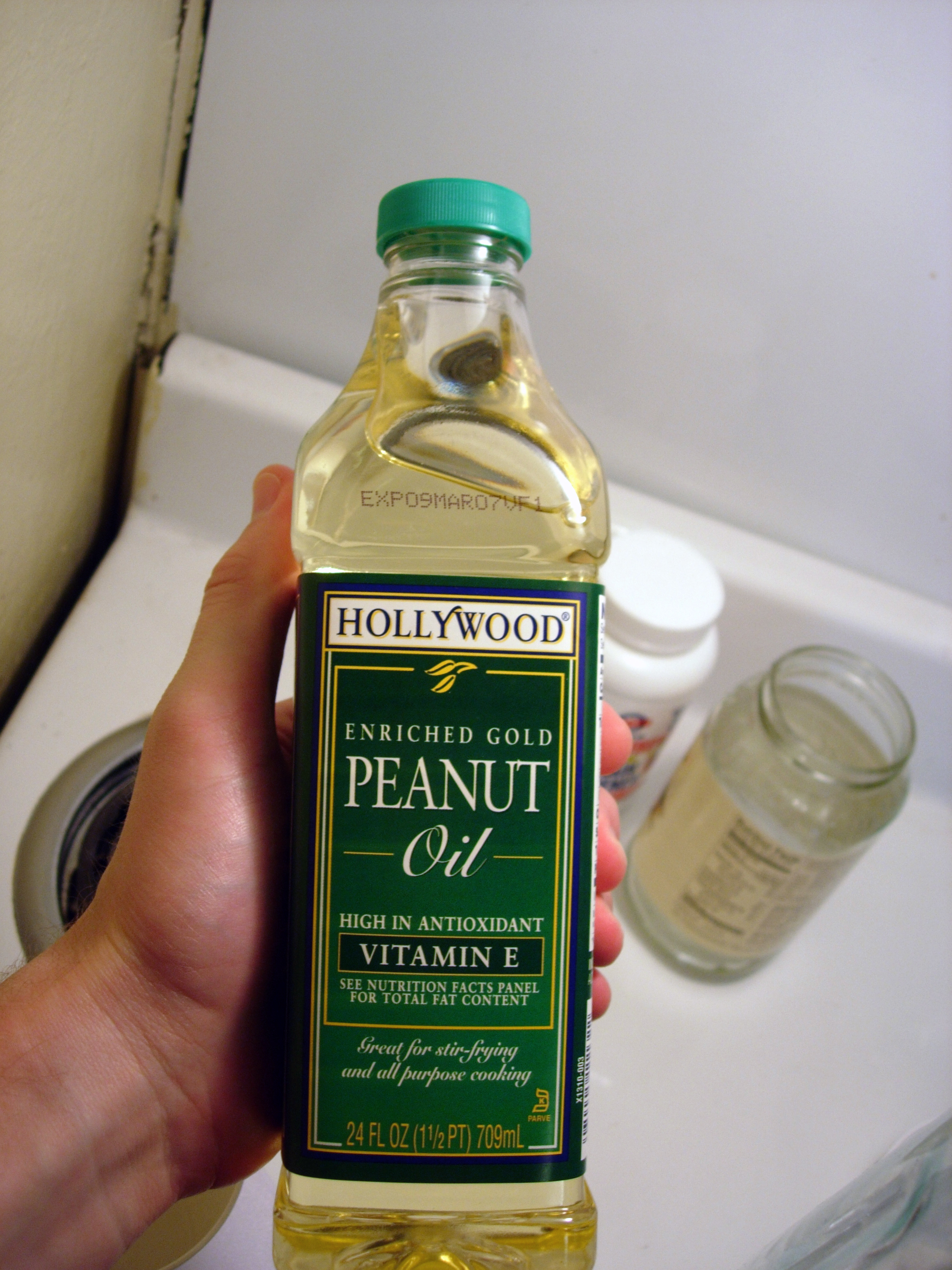
Ulei de arahide
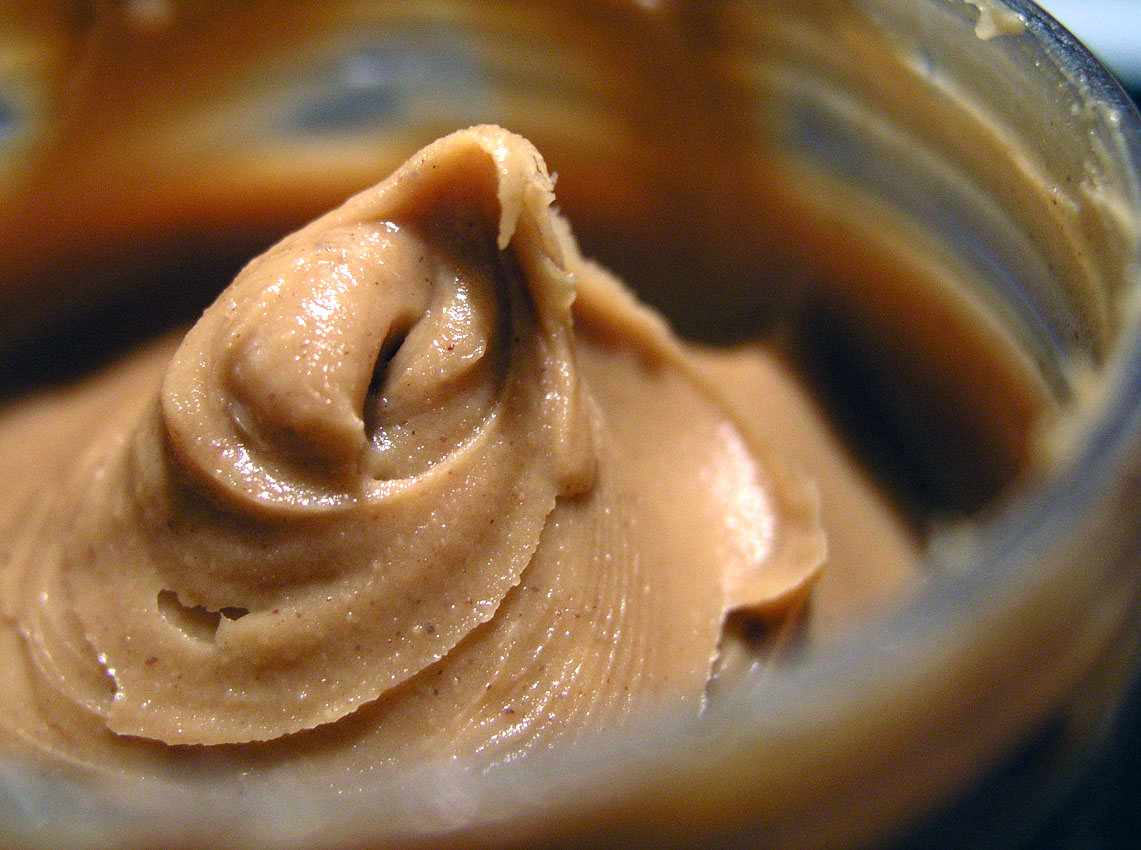
Unt de arahide
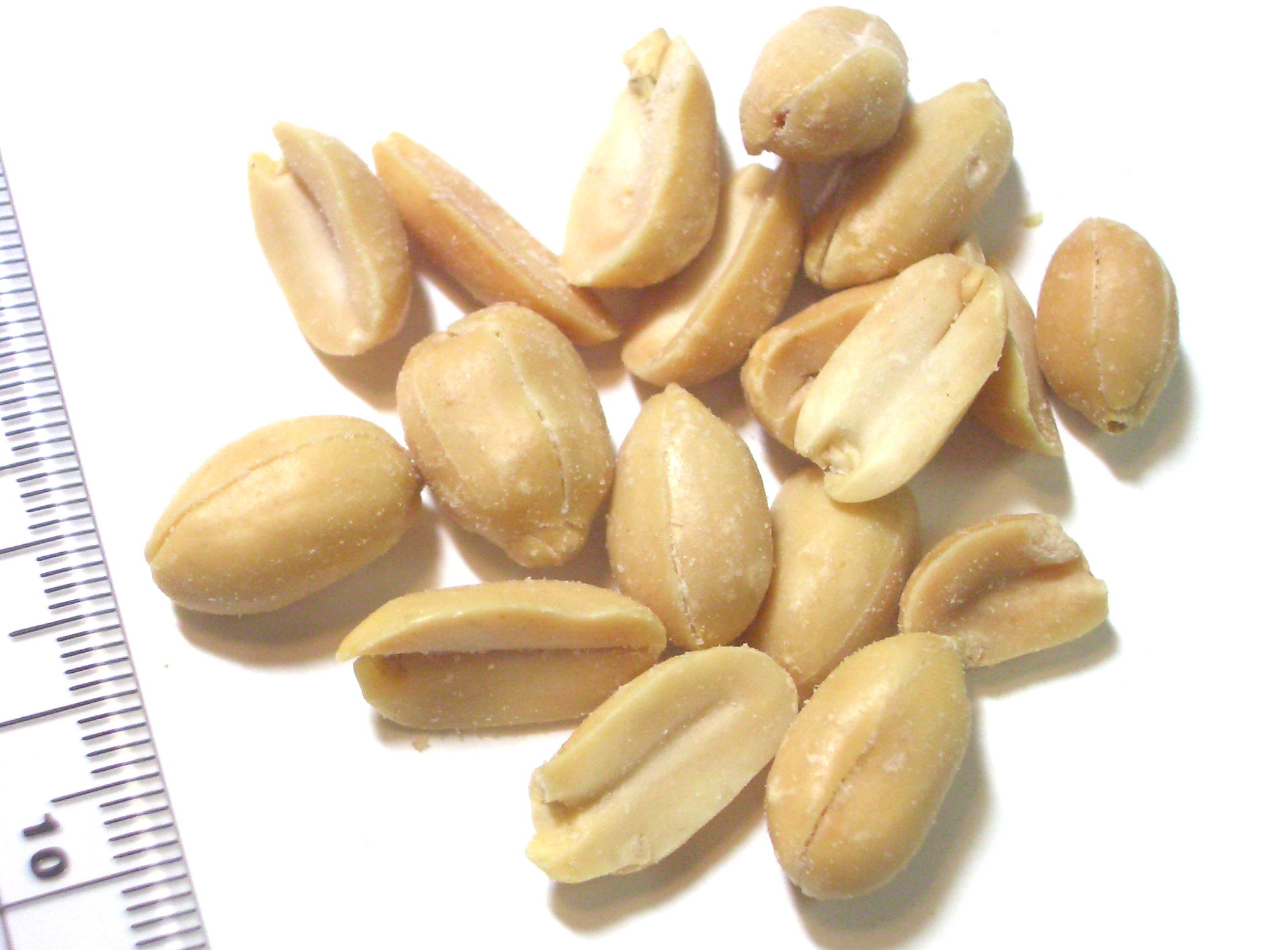
Arahide prăjite și sărate
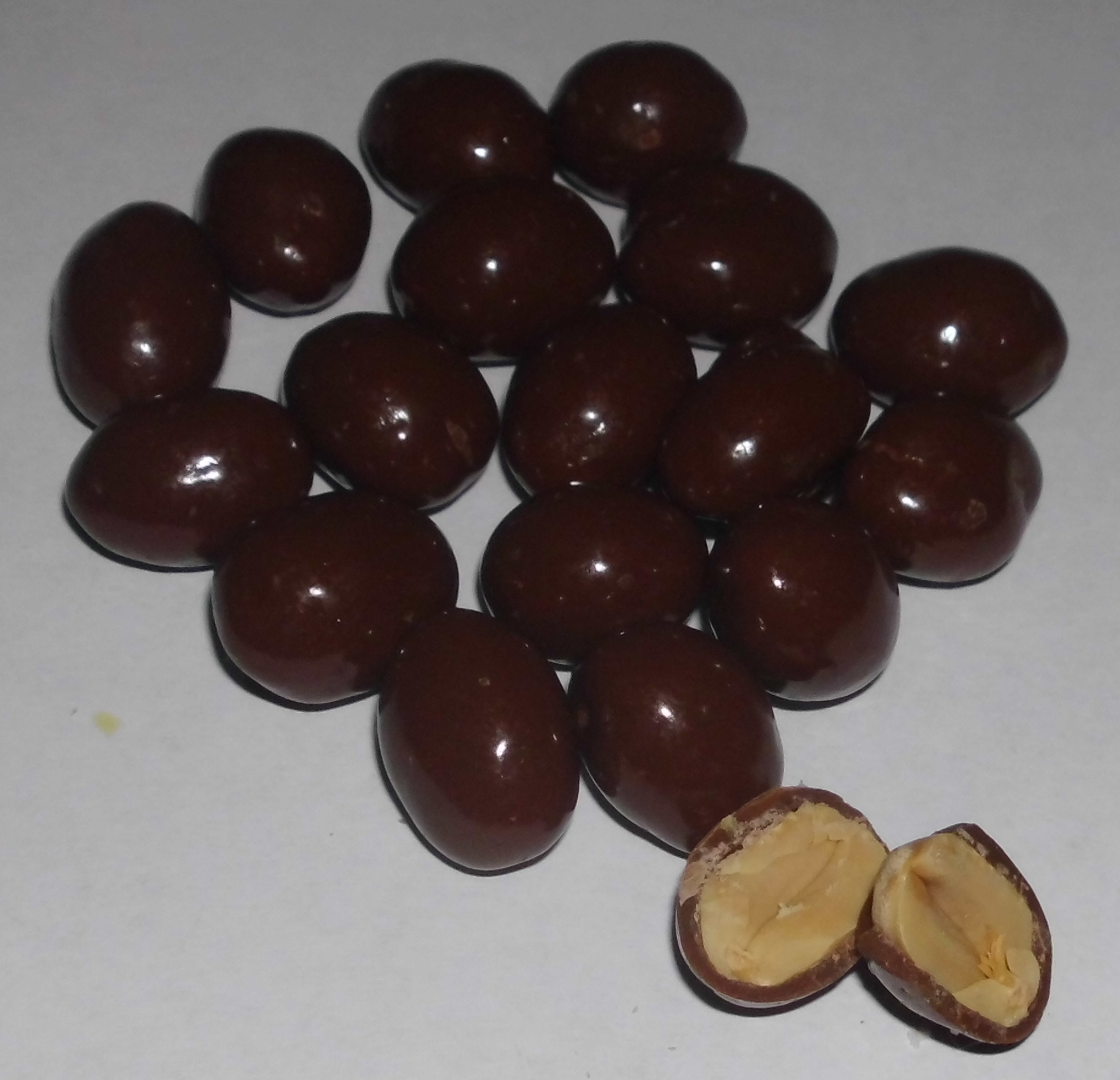
Arahide îmbrăcate cu ciocolată